# Мата Хари (фильм, 1931)
«Ма́та Ха́ри» (англ. Mata Hari) — чёрно-белая мелодрама 1931 года. Романтизированная биография знаменитой танцовщицы и шпионки начала XX века Маты Хари.

## Сюжет
Действие фильма разворачивается в 1917 году во время Первой мировой войны. Танцовщица и немецкая шпионка Мата Хари — роковая красавица, гипнотизирующая мужчин своим очарованием. Она получает задания от человека по имени Андриани и, чтобы добывать необходимые сведения, использует согласно его инструкциям своё обаяние и становится любовницей генерала Шубина, русского военного атташе в Париже.
Вскоре в неё влюбляется красавец-лейтенант Алексис Розанов, недавно прилетевший из России с секретным донесением. Мата отвечает ему взаимностью. Узнав, что Розанов располагает тем самым зашифрованным письмом, которое ей поручено раздобыть, она соблазняет лейтенанта и гасит в квартире свет, чтобы её сообщники могли беспрепятственно и незаметно скопировать бумаги.
Ситуация осложняется тем, что Андриани запрещает своим агентам иметь личную жизнь и мешать эмоции с делом. За нарушение этого правила он убивает Карлотту, которая тоже шпионила в пользу немцев, и инструктирует Мату продолжать отношения с Розановым, но не привязываться к нему.
Затем на сцене появляется Дюбуа, глава французской разведки. Он убеждён, что Мата Хари находится в Париже с единственной целью свести близкое знакомство с высокопоставленными военными и выведать для врага ценные сведения относительно передвижения французских войск. Он делится своими подозрениями с Шубиным и, надеясь, что ревность генерала поможет вывести танцовщицу на чистую воду, рассказывает о связи Маты с Розановым. План Дюбуа срабатывает, и Шубин набрасывается на Мату с ревнивыми обвинениями. Чтобы успокоить его подозрения, танцовщица показывает генералу секретные фотографии, которые выкрала у своего возлюбленного.
Не поверив Мате, Шубин собирается звонить в посольство, чтобы организовать её арест, но не успевает осуществить задуманное, так как Мата убивает его из пистолета. Затем Мата просит Розанова немедленно покинуть Париж и ради его же блага забыть о её существовании. Сама она по приказу Андриани должна отправиться в Амстердам, так как её парижская миссия оказалась провалена. Незадолго до её отъезда самолет Алексиса разбивается, и Мата, несмотря на запрет шефа, спешит к нему в госпиталь. Там она клянется ослепшему из-за катастрофы Алексису, что никогда более не оставит его, но на выходе из госпиталя её арестовывает Дюбуа.
Чтобы уберечь любимого от допросов, она признается в убийстве Шубина и шпионаже. Мату судят и приговаривают к расстрелу. Затем её навещает в тюрьме Алексис. Из-за слепоты он пребывает в уверенности, что камера Маты — больничная палата, а сама она находится на лечении и ждет операции. Напоследок, перед тем, как её должны повести на казнь, Мата просит его не страдать слишком сильно, если во время операции она умрёт.

## В ролях
- Грета Гарбо — Мата Хари
- Рамон Новарро — лейтенант Алексис Розанов
- Лайонел Берримор — генерал Серж Шубин
- Льюис Стоун — Андриани
- Карен Морли — Карлотта, немецкая шпионка
- Генри Гордон — Дюбуа, глава французской разведки
- Эдмунд Брис — надзиратель
- Хелен Джером Эдди — сестра Женевьева
- Гарри Кординг — Иван (в титрах не указан)

## Факты
- Чтобы казаться выше, Рамон Новарро снимался в ботинках со специальными вкладками.
- Несмотря на совпадение некоторых героев с реальными, показанные в фильме события по большей части являются вымышленными.